# Байрак (Харківський район)
Ба́йрак — село в Україні, у Харківському районі Харківської області. Населення становить 77 осіб. Село у складі Вільхівської сільської громади..

## Географія
Село Байрак знаходиться на відстані 2 км від сіл Бобрівка, Кутузівка і Момотове, за 5 км розташована межа міста Харків. Поруч проходить автомобільна дорога Т 2104. Селом тече струмок Ольховець.

## Історія
12 червня 2020 року, розпорядженням Кабінету Міністрів України № 725-р «Про визначення адміністративних центрів та затвердження територій територіальних громад Харківської області», увійшло до складу Вільхівської сільської громади.
19 липня 2020 року, в результаті адміністративно-територіальної реформи та ліквідації Харківського району(1923—2020), село увійшло до складу новоутвореного Харківського району.

## Назва
Назва походить від слова байрак — балка, що поросла травою.

## Населення

### Мова
Розподіл населення за рідною мовою за даними перепису 2001 року:
| Мова            | Відсоток |
| --------------- | -------- |
| українська      | 77,92%   |
| російська       | 20,78%   |
| інші/не вказали | 1,30%    |

## Видатні уродженці

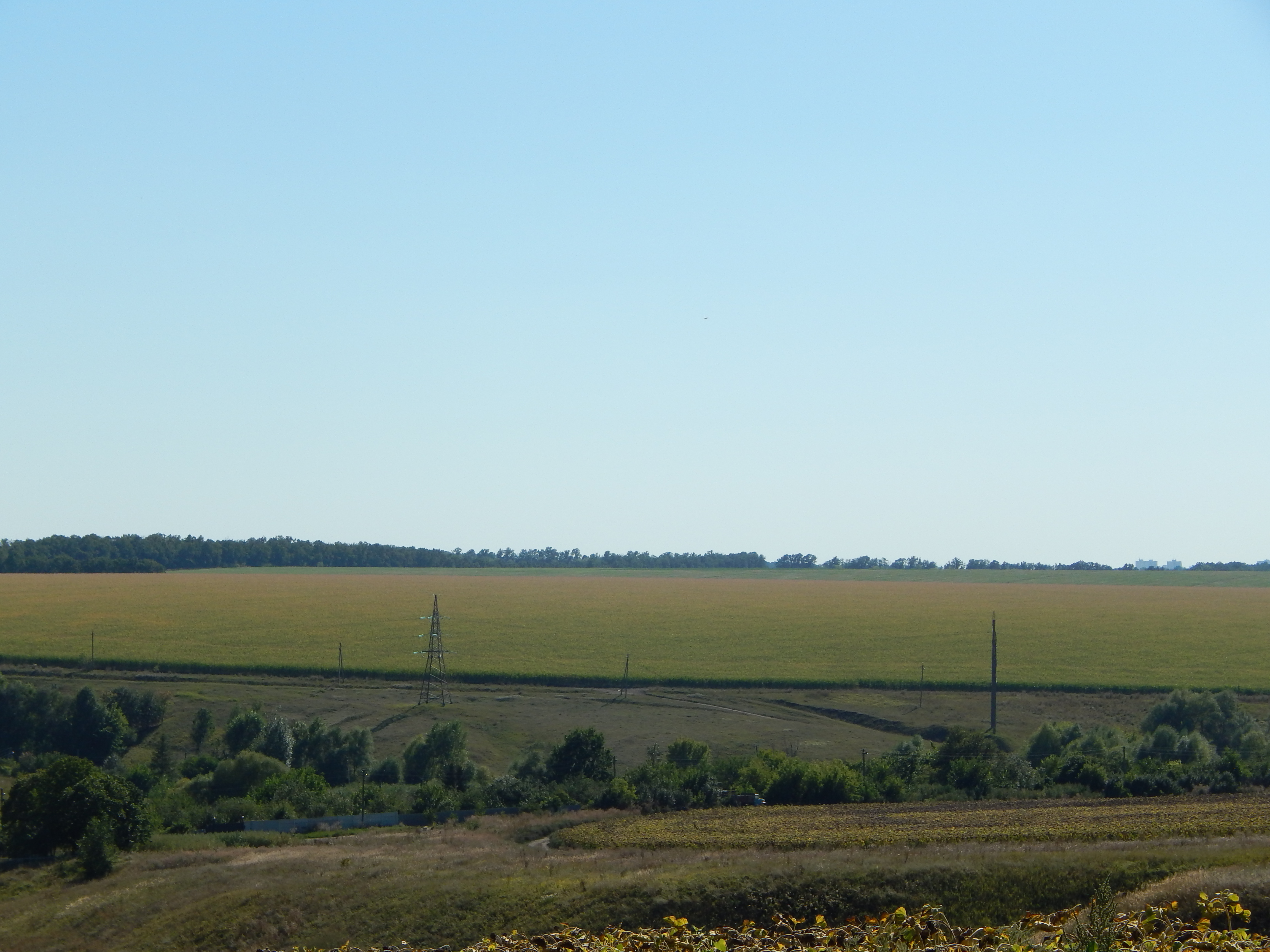
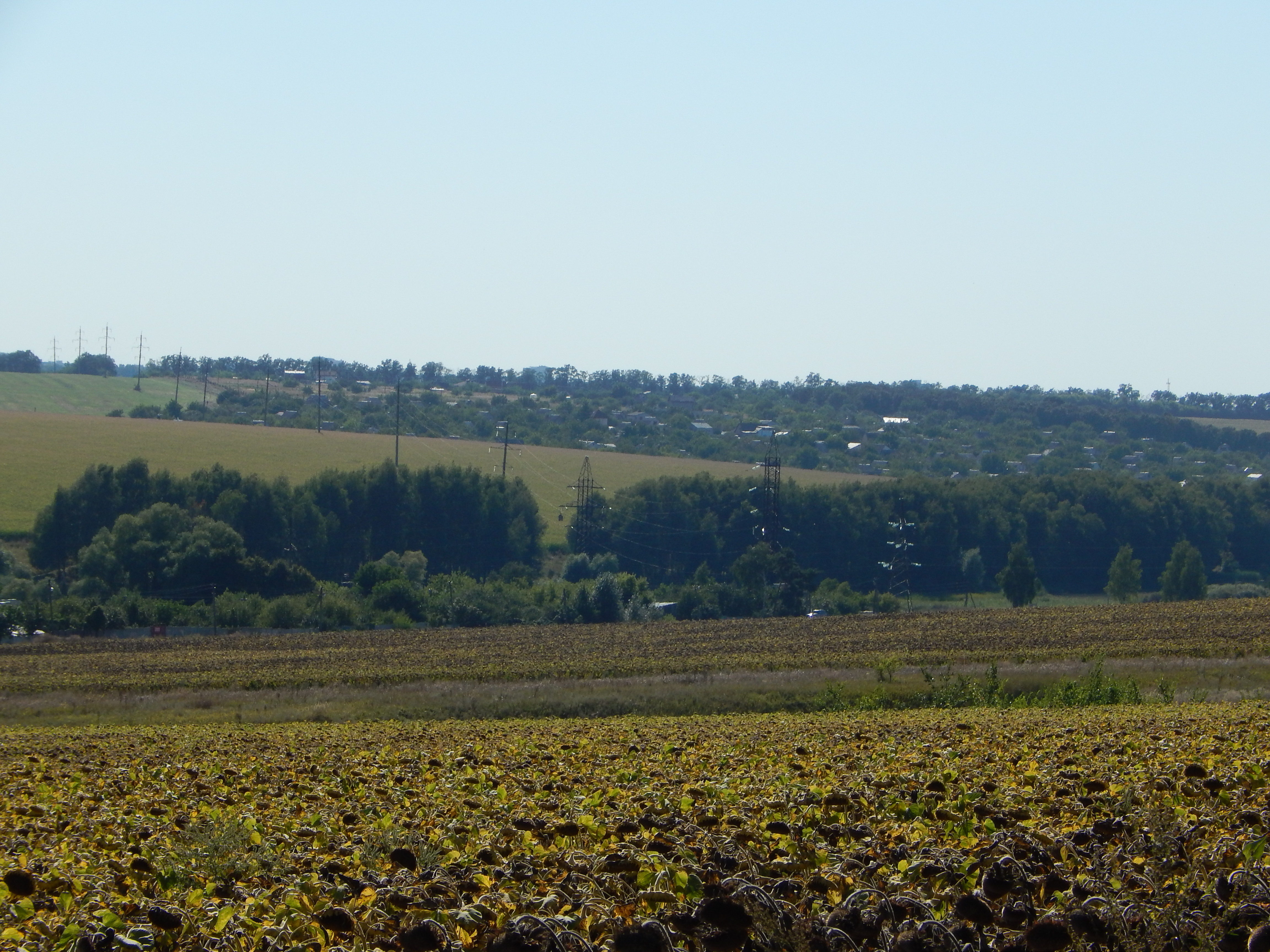
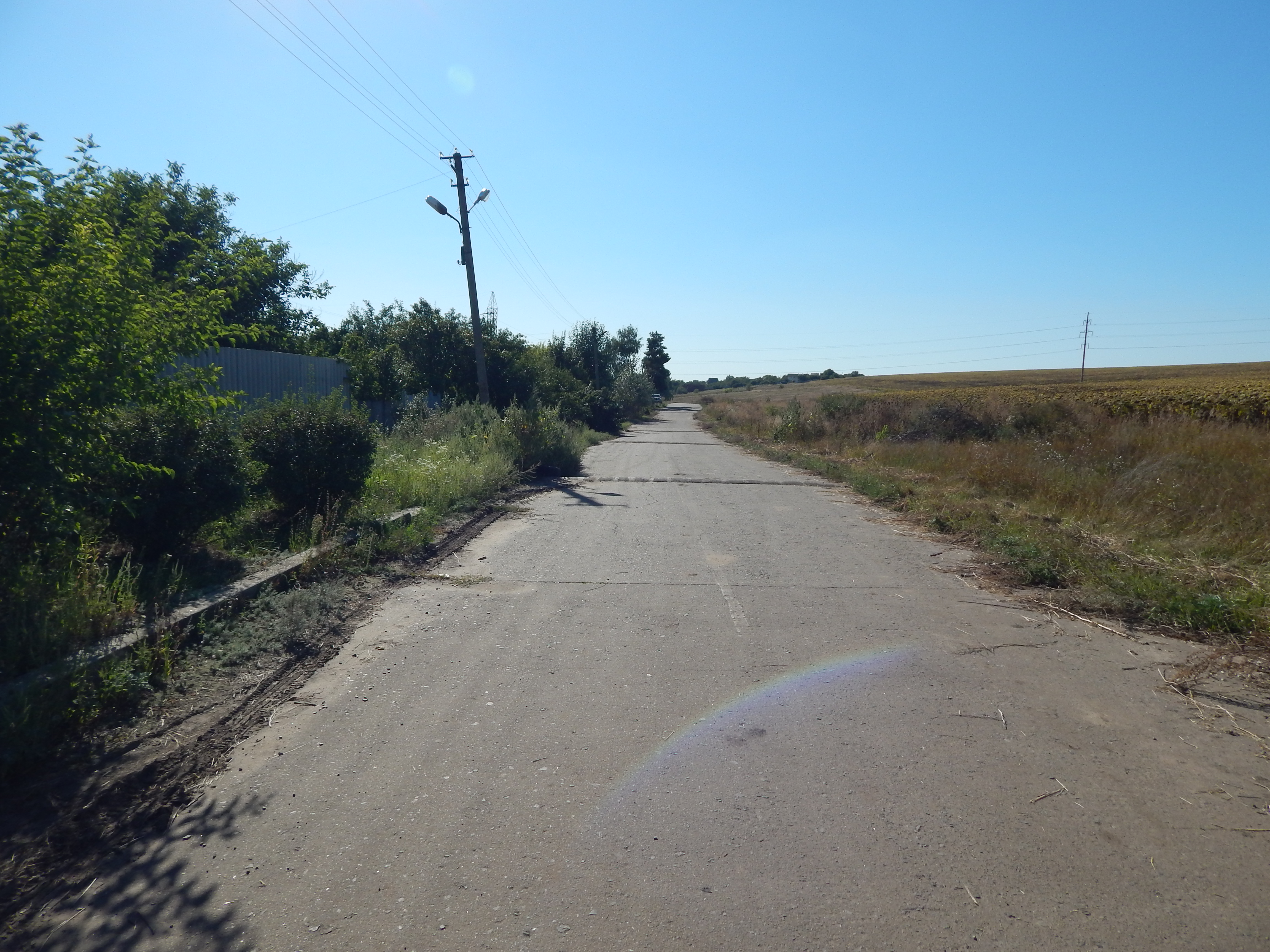
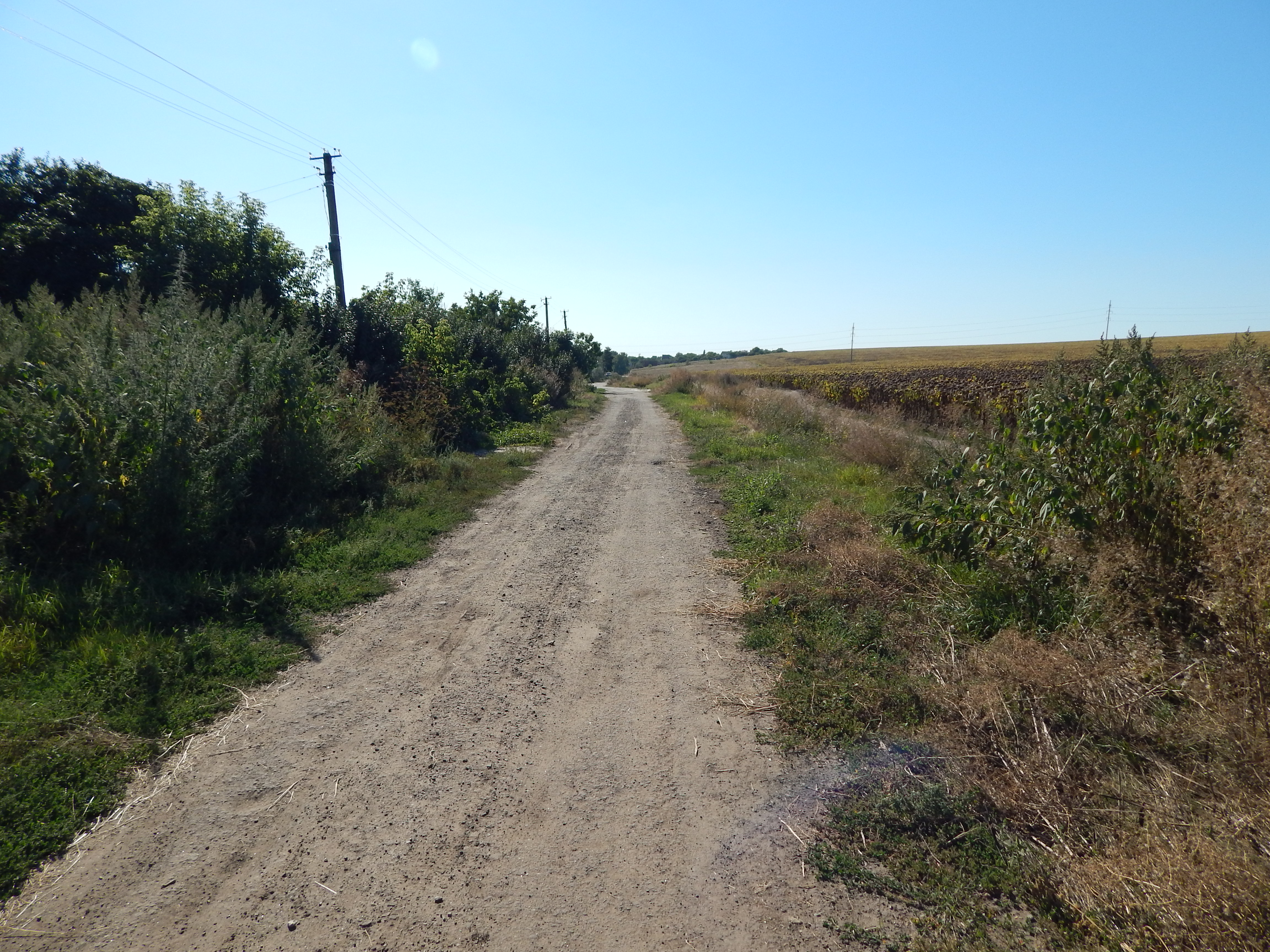
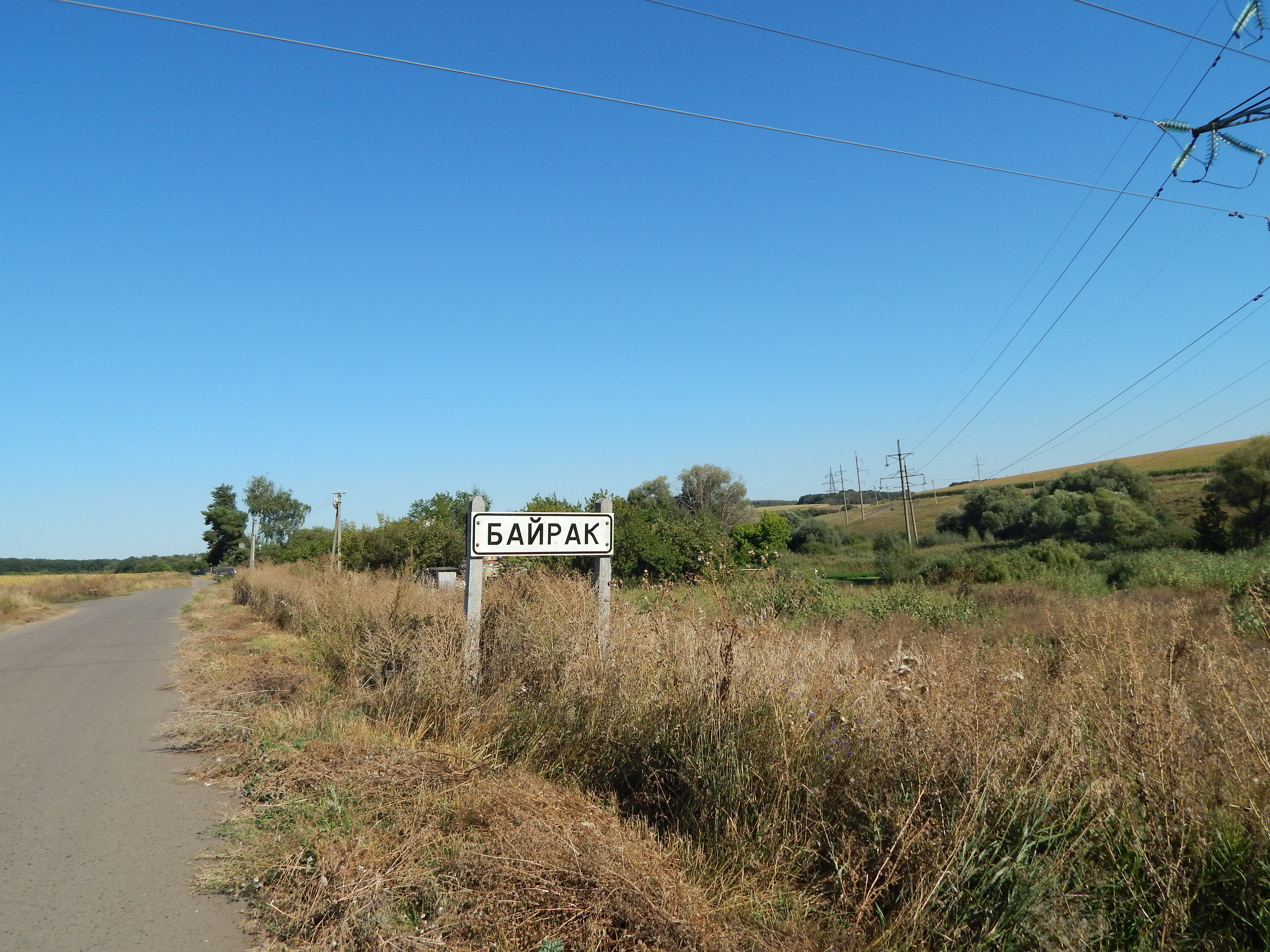

- Ленчинський Віктор Петрович — український радянський діяч.